# 永法
永法（えいほう）とは、江戸時代に武士の知行高を永楽銭によって換算表示をすることを指す。
江戸時代の知行高は石高制に基づいて石高によって表すのが通例であったが、畑地の多い関東地方などで行われていた畑永法（永法）に基づいて永高表記が行われ銭納によって年貢徴収が行われている所領を宛がわれたり、銭納で行われる小物成による収入を石高・取米（蔵米による支給量）に換算するために一定の換算方法が確立された。
江戸幕府では石高5石と永高1貫文、取米2石5斗と永高1貫文の永法があり、銀による納税が行われている地域（主に西国）ではこれに準じて、石高1斗と銀1匁、取米5升と銀1匁の換算が決定されていた。だが、17世紀末よりその換算率は大きく変えられ、1690年（元禄3年）に1石2斗5升、1722年（享保7年）に1石、1735年（享保20年）に再び1石2斗5升に戻されるなど、変遷を辿った。